# Víctor Hugo Mateus Golas
Víctor Hugo Mateus Golas, genannt Víctor Golas (* 27. Dezember 1990 in Arapongas), ist ein polnisch-brasilianischer Fußballtorhüter.

## Karriere
Víctor Golas spielte in seiner Jugend für América FC aus São José do Rio Preto im Bundesstaat São Paulo. Im Sommer 2007 wechselte er zur Jugendmannschaft des portugiesischen Erstligisten Sporting Lissabon. Nach zwei Jahren schaffte er den Sprung in den Profikader. Jedoch wurde er noch im gleichen Monat für ein Jahr an den Drittligisten Real Massamá ausgeliehen, wo er drei Spiele bestritt. Nach seiner Rückkehr im Sommer 2010 wurde er sofort wieder in die dritte Liga verliehen, diesmal für ein Jahr an Boavista Porto. Dort wurde er Stammtorhüter und bestritt siebenundzwanzig Spiele. Im Sommer 2011 kehrte er erneut nach Lissabon zurück, wurde jedoch wieder verliehen. Er wechselte für ein Jahr zum Zweitligisten FC Penafiel. Im Sommer 2012 kehrte er abermals nach Lissabon zurück. Zur Saison 2014/15 wechselte Golas zu Sporting Braga, wo er einen Zweijahresvertrag unterschrieb. Im Juni 2021 FK Panevėžys wurde durch einen erfahrenen Torhüter ergänzt.